# Lumbrineris galatheae
Lumbrineris galatheae är en ringmaskart som beskrevs av Knox och Green 1972. Lumbrineris galatheae ingår i släktet Lumbrineris och familjen Lumbrineridae. Inga underarter finns listade i Catalogue of Life.